# Osaka Evessa
Maillots
Osaka Evessa est un club japonais de basket-ball basé à Osaka. Le club appartient à la B.League, la ligue de plus haut niveau du Japon, fondée en 2016.

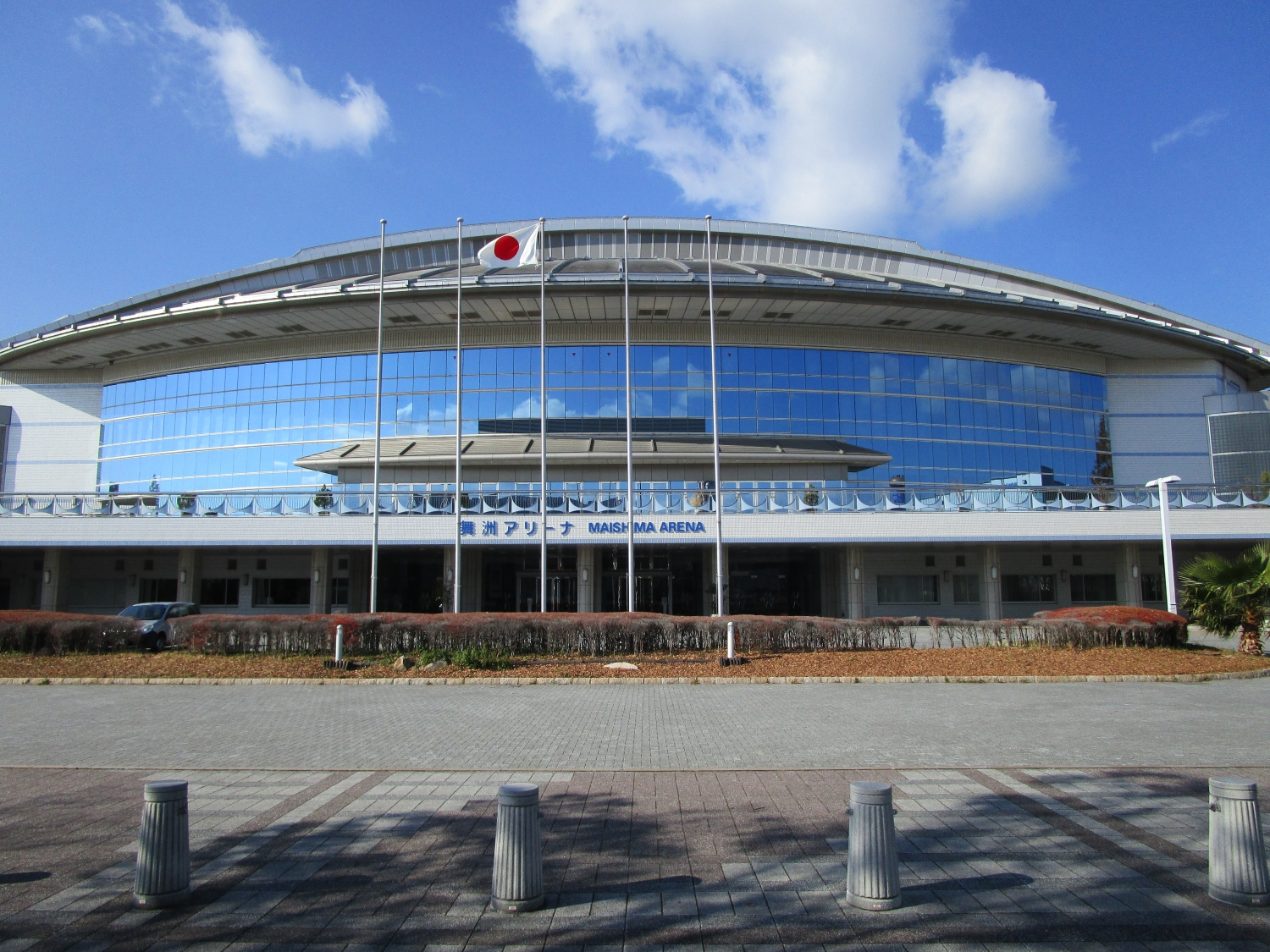
Maishima Arena

## Palmarès
- Bj League : 2006, 2007, 2008

## Entraîneurs successifs
- 2005-2010 :  Kensaku Tennichi
- 2010-2012 :  Ryan Blackwell
- 2012 :  Zoran Krečković
- 2012 :  Takao Furuya
- 2013 :  Bill Cartwright
- 2013-2015 :  Shunsuke Todo
- 2015-2018 :  Dai Oketani
- 2018-2019 :  Kensuke Hosaka
- 2019-2022 :  Kensaku Tennichi
- 2022- :  Mathias Fischer

## Joueurs célèbres ou marquants
- Hirohisa Takada
- Rick Rickert
- Kenny Satterfield